# Boeing Vertol CH-46 Sea Knight
Boeing Vertol CH-46 Sea Knight (Morski vitez) je srednje velik ameriški transportni helikopter konfiguracije z rotorjema v tandemu. Poletel je le malce za na izgled precej podobnemu Boeing CH-47 Chinook. CH-46 se uporablja za vse vrste nalog: transport vojakov ali tovora, iskanje in reševanje, reševanje sestreljenih letal in posadk in precej drugih. V ameriški mornarici ga je v 2000ih nadomestil MH-60S Knighthawk. Uporabljajo ga letalske sile po vsem svetu. Obstaja komercialna verzija z oznako BV 107-II bolje poznana kot  "Vertol".
Podjetje Piasecki Helicopter je bilo pionir na področju tandem helikopterjev, najbolj znan med njimi H-21 "Flying Banana". Leta 1955 je Piasecki Helicopter postal Vertol. Začeli so z razvojem Vertol Model 107 ali V-107 leta 1956, ki je imel dva turbogredna motorja Lycoming T53 vsak z 877 KM.. V-107 je prvič poletel 22. aprila 1958. Junija 1958 je dobil naročilo od Ameriške kopenske vojske z oznako "YHC-1A".Potem so zmanjšali naročilo na tri, vojska je preusmerila financiranje na večjega V-114. Leta 1960 jih je prevzel Boeing in tako je nastalo novo podjetje Boeing Vertol
Leta 1966 so izboljšali CH-46D z modificiranimi rotorji in močnejšimi motorji T58-GE-10 s 1400 KM.

## Tehnične specifikacije (CH-46E)
- Posadka: 5 (dva pilota, orožnik/opazovalec, repni orožnik in poročnik)
- Kapaciteta: 24 vojakov ali 15 nosil ali 2270 kg tovora
- Dolžina trupa: 13,66 m
- Širina trupa: 7 ft 3 in (2,2 m)
- Premer rotorja: 50 ft (15,24 m)
- Višina: 16 ft 9 in (5,09 m)
- Površina rotorjev (obeh skupaj): 3 927 ft² (364,8 m²)
- Prazna teža: 11 585 lb (5 255 kg)
- Naložena teža: 17 396 lb (7 891 kg)
- Maks. vzletna teža: 24 300 lb (11 000 kg)
- Motorja: 2 × General Electric T58-GE-16 turbogredna, 1 870 KM (1 400 kW) vsak

- Maks. hitrost: 166 mph (144 vozlov, 267 km/h)
- Dolet: 633 mi (550 nmi, 1 020 km)
- Največji dolet: 690 mi (600 nmi, 1 110 km)
- Višina leta (servisna): 17 000 ft (5 180 m)
- Hitrost vzpenjanja: 1 715 ft/min (8,71 m/s)
- Obremenitev rotorja: 4,43 lb/ft² (21,6 kg/m²)
- Razmerje moč/teža: 0,215 KM/lb (354 W/kg)